# Фроловка (Свердловский район)
Фроловка — деревня в Свердловском районе Орловской области. Входит в состав Богодуховского сельского поселения.

## География
Деревня расположена на берегу реки Неручь. Уличная сеть представлена двумя объектами: Весёлая улица и Овражная улица. 
Географическое положение: в 13 километрах от районного центра — посёлка городского типа Змиёвка, в 42 километрах от областного центра — города Орёл и в 345 километрах от столицы — Москвы.

## Население
| 2010 |
| ---- |
| 14   |